# Georg von Bismarck
Georg von Bismarck foi um general alemão, comandante de unidades Panzer durante a Segunda Guerra Mundial. Nasceu em Neumühl perto de Küstrin em 15 de fevereiro de 1891,  morto em ação em El Alamein em 31 de agosto de 1942.
Georg von Bismarck foi um oficial cadete em 1911. Lutou na Primeira Guerra Mundial como um Leutnant e após Oberleutnant numa unidade de rifles.  Continuou com a sua carreira militar no período de entre-guerras, tornando-se Oberst em 1 de fevereiro de 1939.
Com o início da Segunda Guerra Mundial von Bismarck estava no comando do Kav. Schtz. Rgt. 7. Mais tarde assumiu o comando do 20. Schtz.Brig. (10 de dezembro de 1940) e, em seguida, a 20ª Divisão Panzer (10 de setembro de 1941). Tornou-se Generalmajor em 19 de fevereiro de 1942 e assumiu o comando da 21ª Divisão Panzer no Norte da África (11 de fevereiro de 1942).
Foi morto em ação em El Alamein em 31 de agosto de 1942 e postumamente promovido para Generalleutnant em 16 de novembro daquele mesmo ano.

## Condecorações
Foi condecorado com a Cruz de Cavaleiro da Cruz de Ferro no dia 29 de setembro de 1940.